# Guldrummet

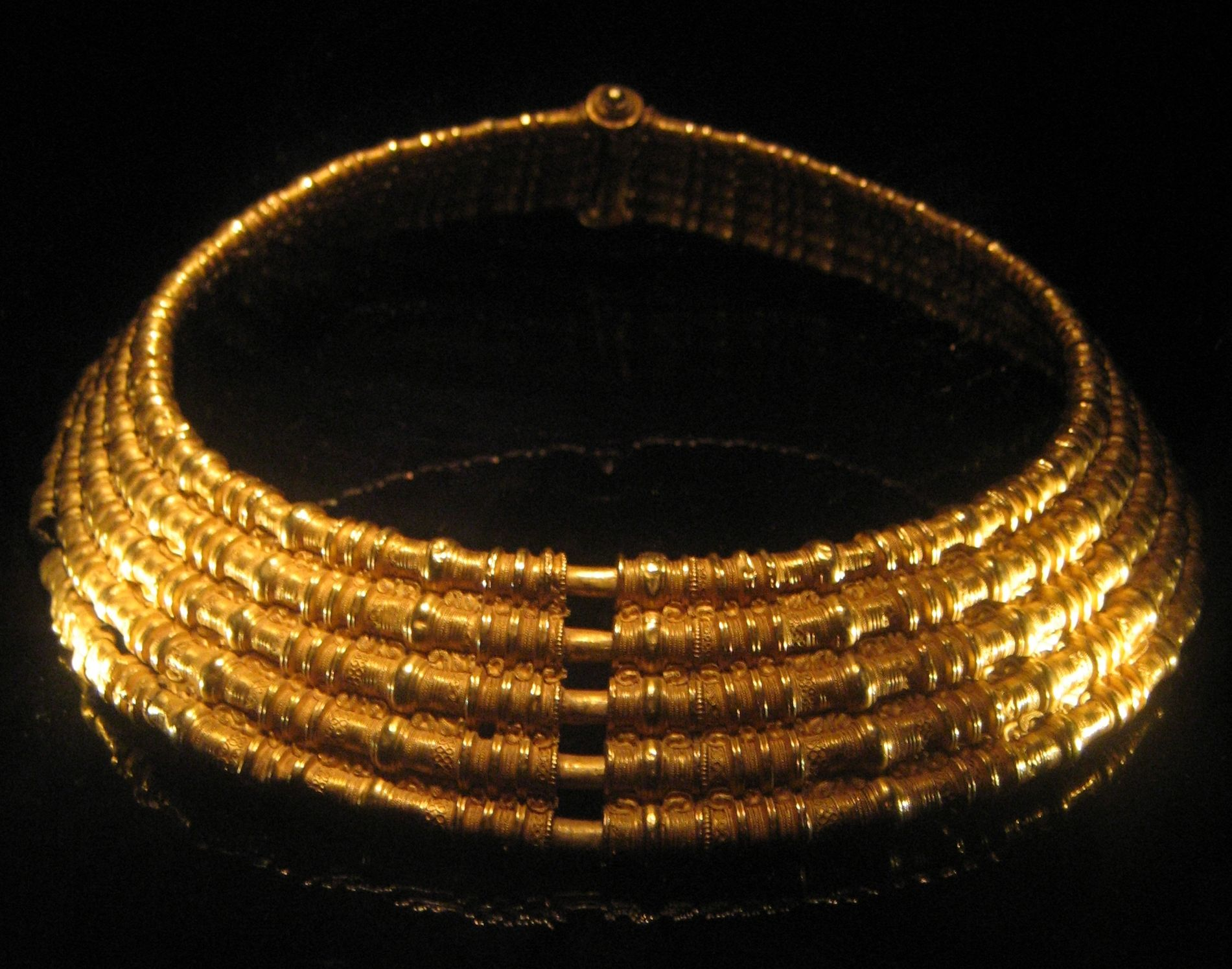
Den femringade guldhalskragen från Färjestaden från Färjestadens gård i Torslunda socken på Öland från folkvandringstiden.

Guldrummet utgör en del av Historiska museet i Stockholm. Det innehåller guldföremål, men även silverföremål, från forntid till 1600-talet. I Historiska museets samlingar finns sammanlagt 52 kg guld och mer än 200 kg silver, och mycket är utställt i Guldrummet.
I Guldrummet finns tre unika guldhalskragar från folkvandringstiden (350-500 e.Kr.), silverhängen från vikingatiden, ädelstensbeprydda relikskrin från medeltiden. Här finns både Sveriges största samlade guldskatt, Timboholmsskatten samt Vitteneskatten som är Sveriges till vikten tredje största guldskatt. Den senare består av fyra och en halv guldring på sammanlagt 1,9 kg och den upphittad vid Vittene, Norra Björke socken, i Trollhättans kommun söder om Hunneberg. 
Guldrummet skapades 1994 tack vare bidrag från Knut och Alice Wallenbergs stiftelse. Guldrummet ligger i museets källarplan där ett stort betongvalv har sprängts ner under den stora gården. Man har använt inhemska material, till exempel skurad kalksten och skuren diabas i golv och pelare.

## Bilder (urval)

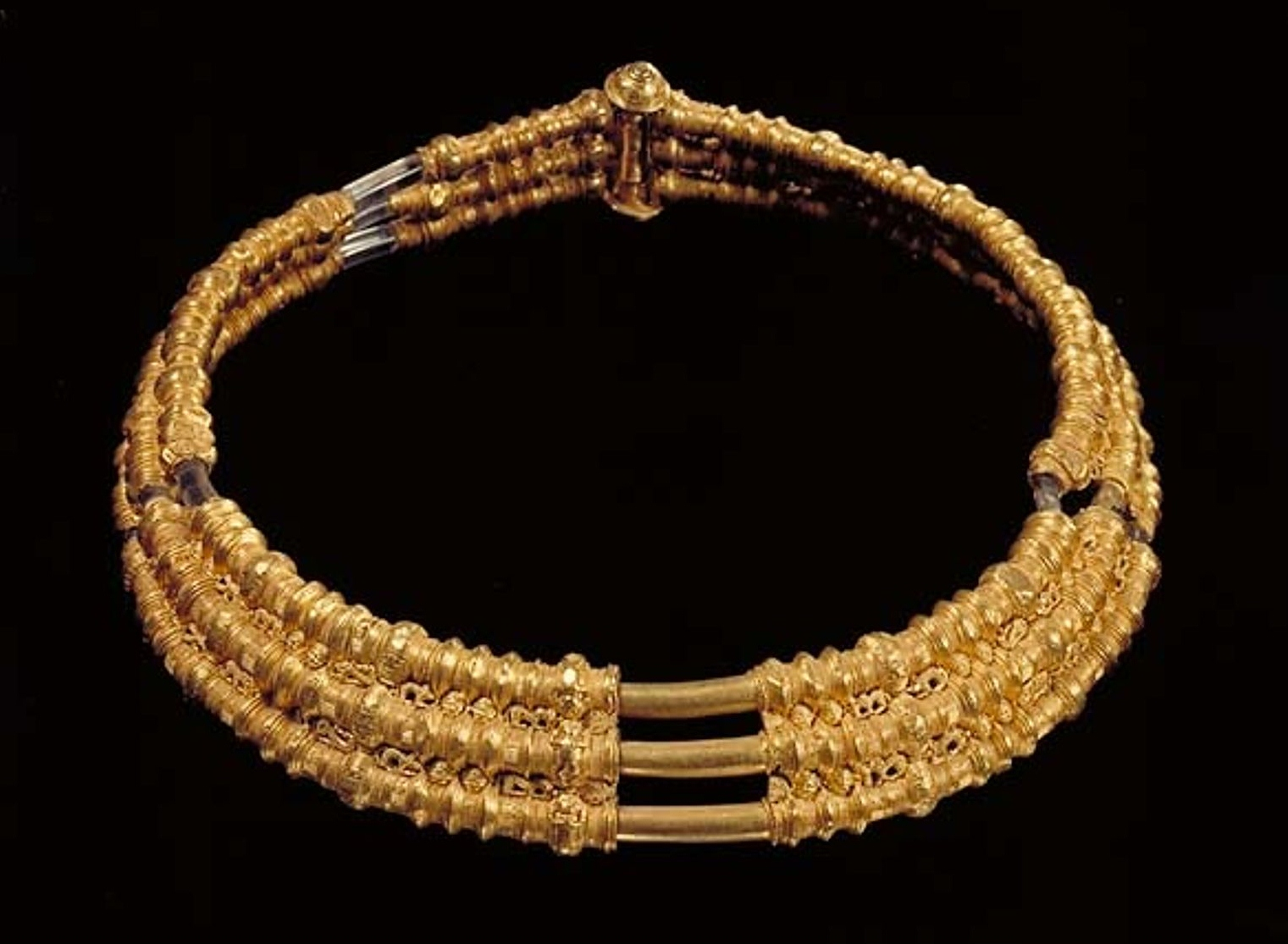
Den treringade Ållebergskragen från Ålleberg i Karleby socken i Västergötland (folkvandringstiden).
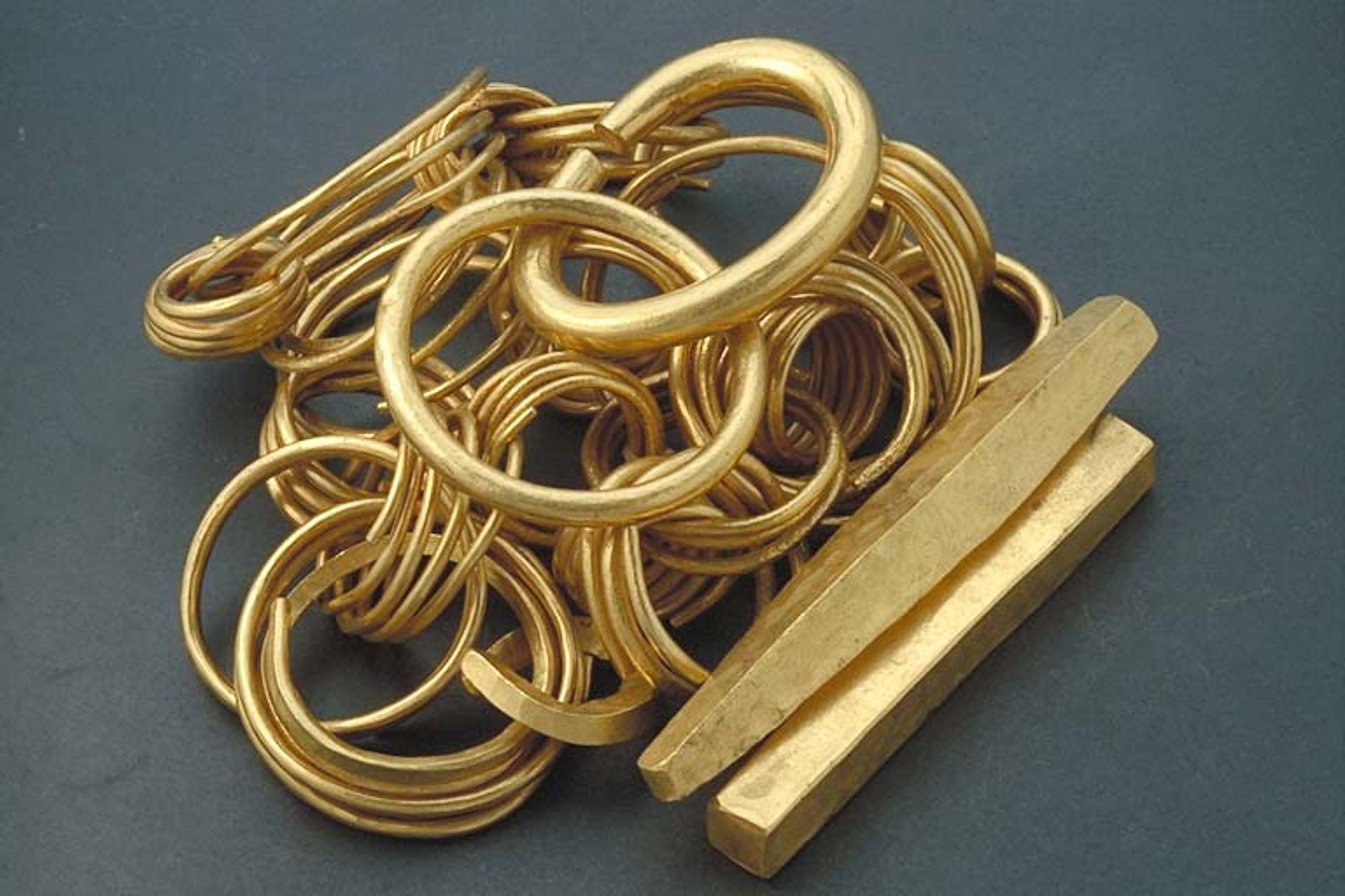
Timboholmsskatten är en guldskatt hittad 1904 på Timboholms ägor i utkanten av Skövde i Västergötland (folkvandringstiden, ca 400–500-tal).
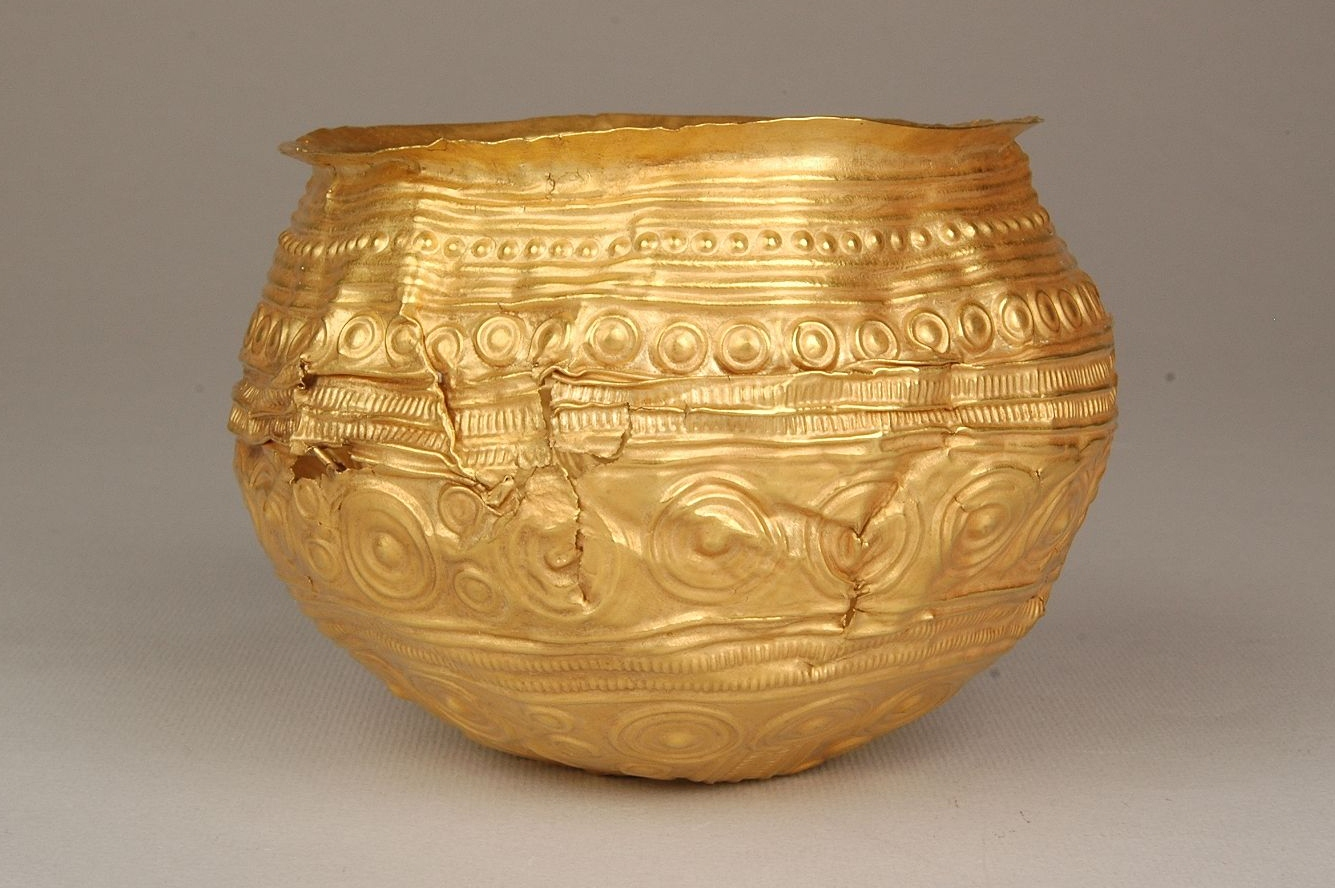
Blekingeguldskålen från Nättraby socken i Blekinge (bronsåldern).
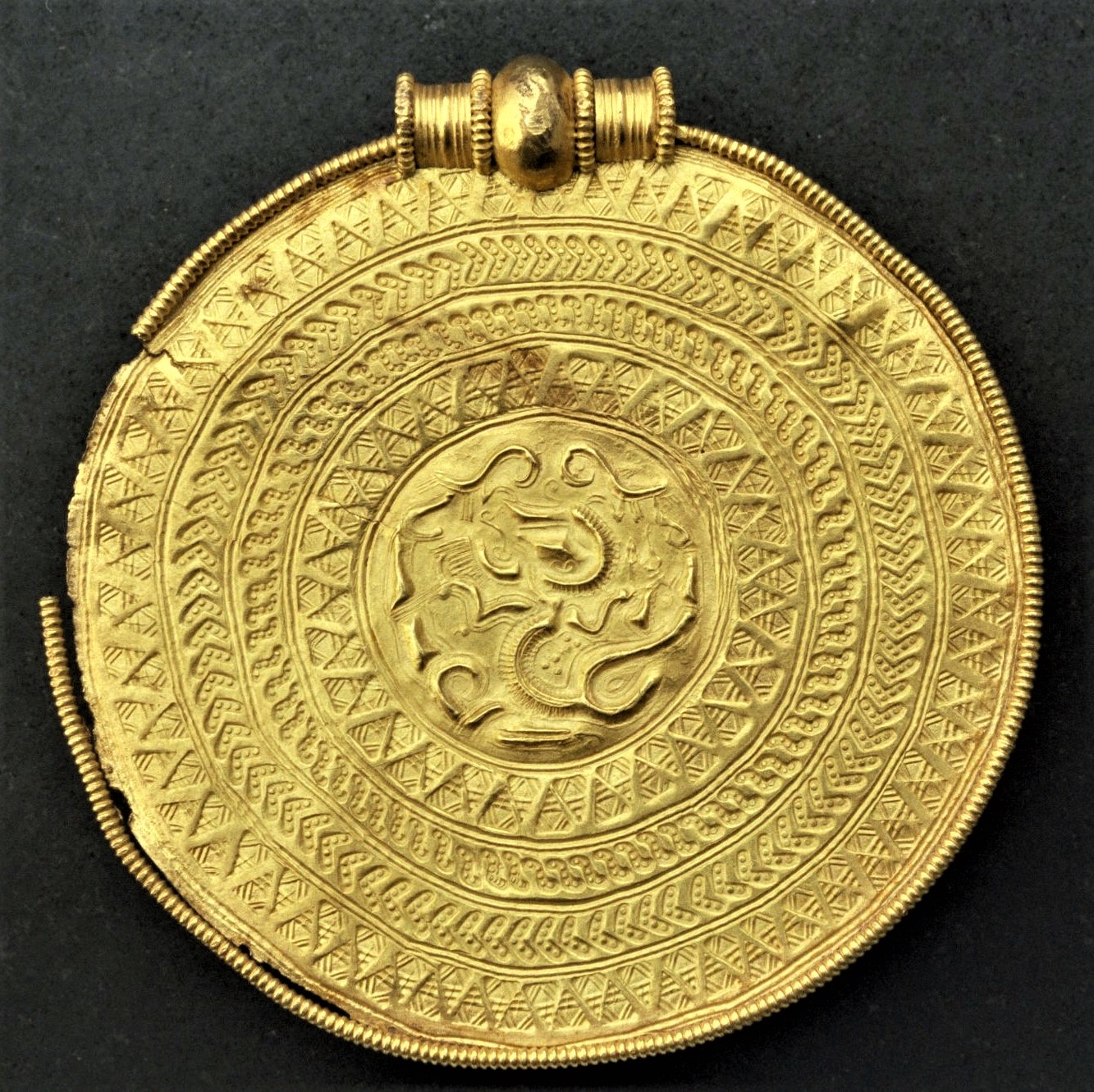
Ulvsundabrakteaten, smyckebrakteat av B-typ från Ulvsunda i Bromma i Uppland (folkvandringstiden).
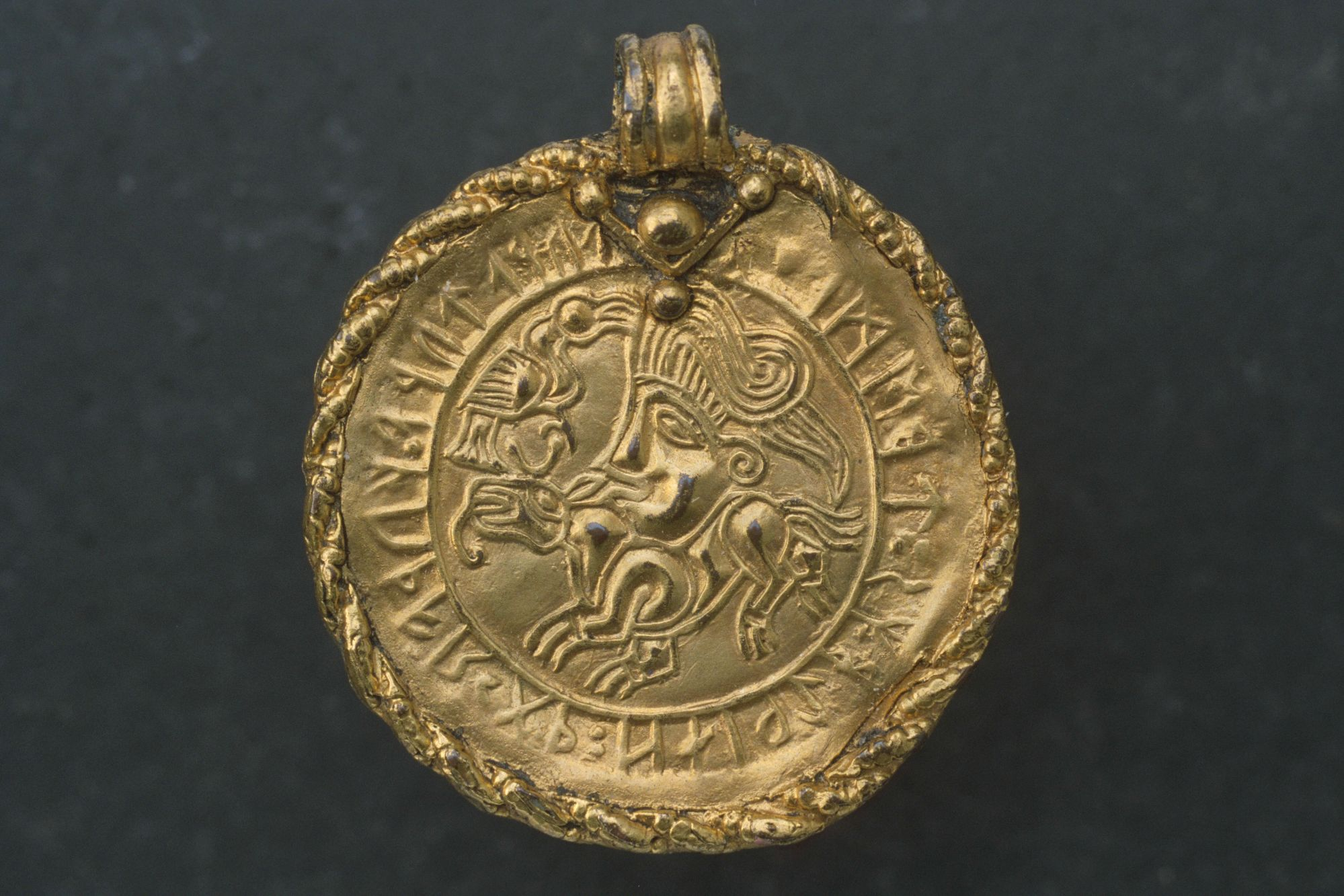
Vadstenabrakteaten, en guldbrakteat från trakten av Vadstena i Östergötland. Brakteaten fanns tidigare i Statens historiska museum, men stals från museet 1938 och har inte återfunnits. Bilden visar en kopia, utförd på museet.
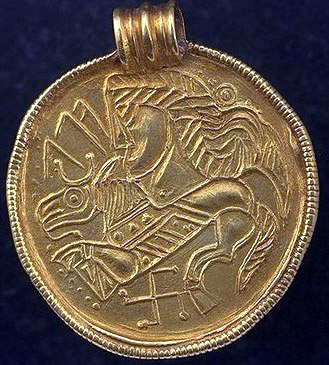
Djupbrunnsbrakteaten, smyckebrakteat av C-typbrakteat från Hogräns socken på Gotland (folkvandringstiden).
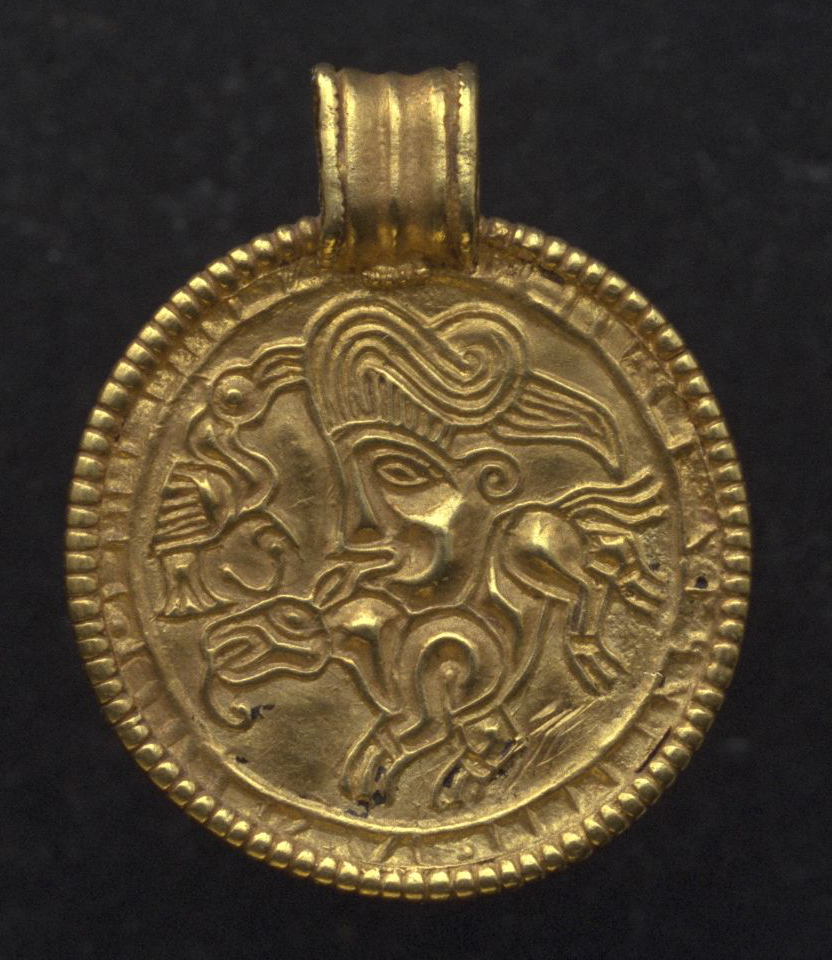
Mariedammbrakteaten från Mariedamm i Lerbäcks socken i Närke med slagna runor längs med yttre kanten är en C-typbrakteat.
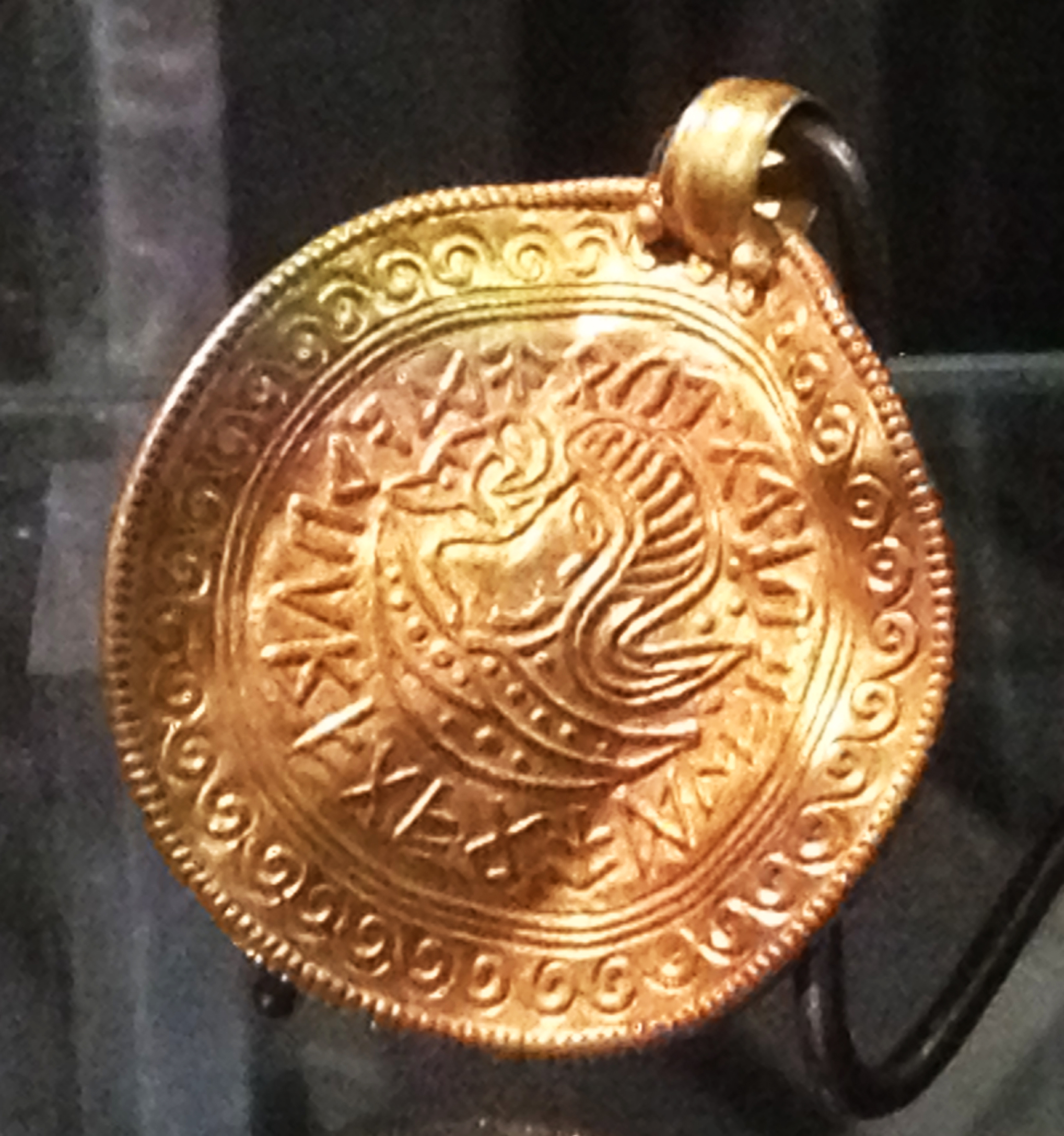
Framsidan på en av de tre Uppåkrabrakteaterna från Uppåkra utanför Lund i Skåne (folkvandringstiden, 500-talet).

## Elisabethrelikvariet som visas i utställningen i guldrummet

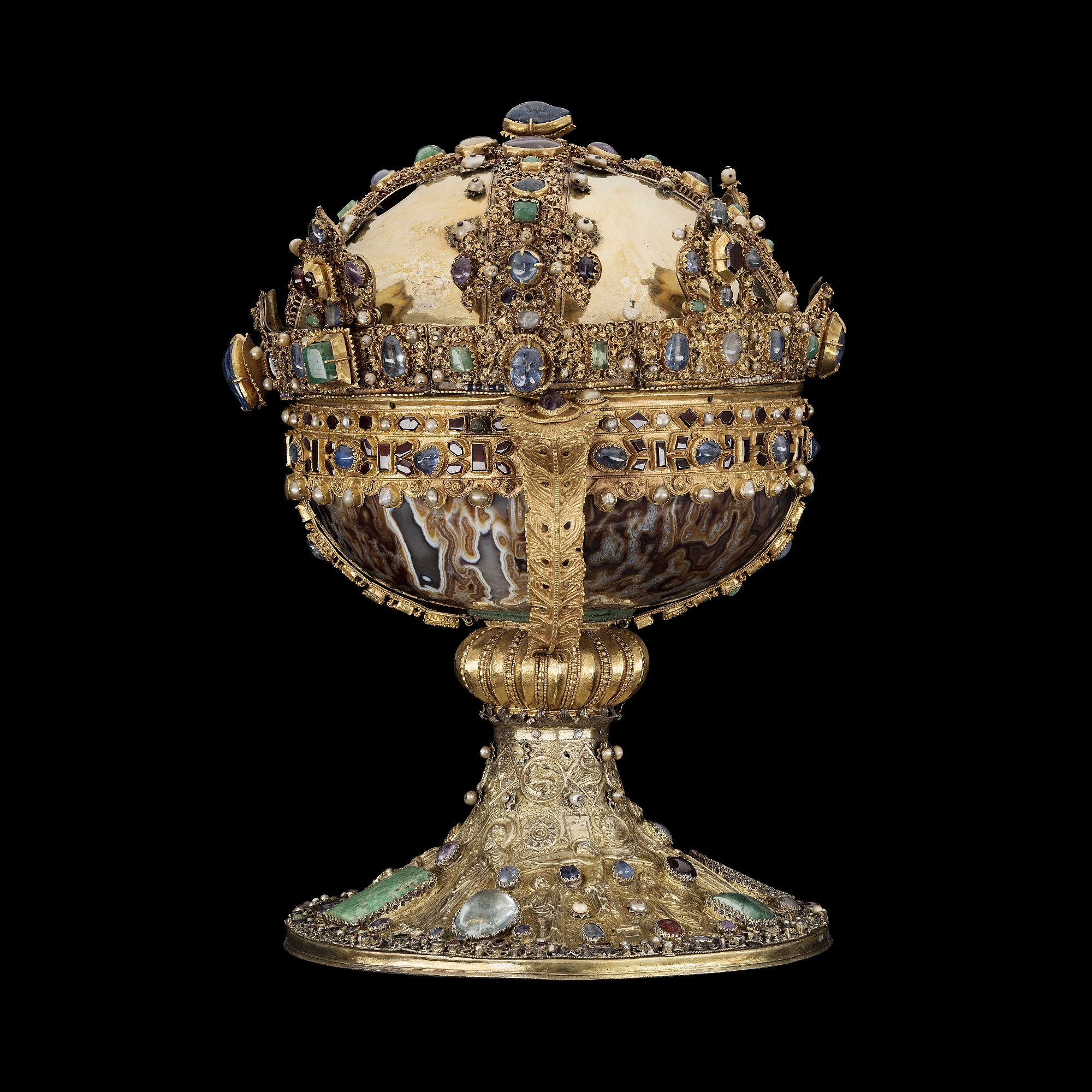
Elisabethrelikvariet eller Stockholmsrelikvariet med skål av agat och guldinfattade ädelsten från Würzburg i Bayern.

Elisabethrelikvariet är tillverkat av flera delar med olika ursprung. Det har silver, guld, ädelsten och pärlor. Det består av en agatskål från senantik tid (300–600-tal), hänklar, pärl- och ädelstensbesatta kantbeslag från 1000-talet och slutligen delar av två kungakronor samt fot på 1200-talet. Relikvariet föll i den svenska härens händer år 1632 i samband med erövringen av befästningen Marienberg i Würzburg.